# Prospalta affinis
Prospalta affinis là một loài bướm đêm trong họ Noctuidae.